# Auriglobus
Genre
Auriglobus est un genre de poissons de la famille des Tetraodontidae.

## Systématique
Le genre Auriglobus a été créé en 1999 par l'ichtyologiste suisse Maurice Kottelat avec pour espèce type Auriglobus modestus

## Liste des espèces
Selon World Register of Marine Species (11 septembre 2021) :
- Auriglobus amabilis (Roberts, 1982)
- Auriglobus modestus (Bleeker, 1850) - espèce type
- Auriglobus nefastus (Roberts, 1982)
- Auriglobus remotus (Roberts, 1982)
- Auriglobus silus (Roberts, 1982)

## Étymologie
Le nom du genre Auriglobus dérive du latin aurum, « or », et globus, « globe, sphère », et fait probablement référence à la couleur doré ou vert-doré de la plupart des espèces, et globe pour la forme arrondie qu'elles prennent lorsqu'elles se gonflent d'air.

## Publication originale
- (en) M Kottelat, « Nomenclature of the genera Barbodes, Cyclocheilichthys, Rasbora and Chonerhinos (Teleostei: Cyprinidae and Tetraodontidae), with comments on the definition of the first reviser », The Raffles Bulletin of Zoology, Lee Kong Chian Natural History Museum (d), vol. 47, no 2,‎ 31 décembre 1999, p. 591-600 (ISSN 0217-2445 et 2345-7600, lire en ligne).